# Carbimazol
Carbimazol ist ein cyclisches Thioharnstoff-Derivat, welches zur Gruppe der Thyreostatika gehört und zur symptomatischen Therapie einer Überfunktion der Schilddrüse (Hyperthyreose) eingesetzt wird. Carbimazol ist ein Prodrug und wird unmittelbar nach der Resorption in seine Wirkform Thiamazol umgewandelt. Es wurde als Thyreostatikum 1954, 1957 und 1958 von Natural Resources Development Corporation patentiert und ist als Generikum zur Anwendung in der Human- und Veterinärmedizin im Handel.

## Klinische Angaben

### Anwendungsgebiete (Indikationen)
Bei einer Hyperthyreose besteht ein Überschuss an Thyroxin (T4) und Triiodthyronin (T3) in den Zielorganen der Schilddrüsenhormonwirkung, da die Schilddrüse  mehr Schilddrüsenhormone produziert als der Organismus benötigt. Man spricht von einer „Überfunktion“, welche am häufigsten hervorgerufen wird durch die Autoimmunerkrankung Morbus Basedow (mit und ohne  endokrine Orbitopathie) sowie durch die Schilddrüsenautonomie. Seltene Ursachen sind die Thyreoiditis de Quervain und die iatrogene Überdosierung von Schilddrüsenhormonen.
Carbimazol eignet sich
- zur symptomatischen Behandlung der Hyperthyreose bei Morbus Basedow und bei Autonomie. Eine euthyreote Schilddrüsenfunktion und nach einer begrenzten Therapiedauer eine Dauerremission sind das Ziel der Therapie. Eine Remission über 1 Jahr lässt sich bei weniger als der Hälfte der Patienten erreichen.
- bei allen Formen der Hyperthyreose zur Operationsvorbereitung. Hier kann durch eine zeitlich begrenzte Dauer der Vorbehandlung (etwa drei bis vier Wochen, im Einzelfall länger) eine euthyreote Stoffwechsellage hergestellt werden, die das Operationsrisiko senkt.
- zur Vorbereitung einer geplanten Radiojodtherapie, besonders bei schweren Hyperthyreoseformen (da es in Einzelfällen nach Radiojodtherapie der unvorbehandelten Hyperthyreose zu thyreotoxischen Krisen gekommen ist).
- nach einer Radiojodbehandlung zur Überbrückung der Zeit bis zum vollen Einsetzen der Radiojodwirkung (4–6 Monate).
- ausnahmsweise zur langfristigen Therapie einer Hyperthyreose, wenn definitive Behandlungsmaßnahmen wegen des Allgemeinzustandes des Patienten nicht durchführbar sind und wenn Carbimazol in niedriger Dosierung gut vertragen wird.
- zur vorbeugenden Anwendung des Arzneimittels bei anamnestisch bekannter oder latenter Hyperthyreose und autonomen Adenomen, wenn zur diagnostischen Röntgenuntersuchung iodhaltige Röntgenkontrastmittel erforderlich sind.[4]

### Gegenanzeigen (Kontraindikationen)
Die Behandlung mit Carbimazol ist kontraindiziert bei einer  Überempfindlichkeit gegen den Arzneistoff, gegen Thiamazol beziehungsweise gegen andere Thioharnstoffderivate, bei einer früheren Knochenmarkschädigung nach einer Therapie mit Carbimazol oder Thiamazol, bei einer Verminderung der neutrophilen Granulozyten im Blut  (Neutropenie) in der Anamnese, bei bestehender Cholestase sowie in der Schwangerschaft bei zusätzlicher Therapie mit Schilddrüsenhormonen. Eine Kontraindikation besteht bei einer retrosternaler Struma wegen der Gefahr der Kompression der Trachea durch Zunahme des Drüsenvolumens.

### Wechselwirkungen mit anderen Medikamenten
- Antikoagulantien, orale – Thyreostatika

Bei Patienten, die mit oralen Antikoagulantien eingestellt sind, kann der Beginn einer Behandlung mit Thyreostatika die blutgerinnungshemmende Wirkung im Verlauf einiger Tage abschwächen; thromboembolische Komplikationen können auftreten. Bei Gabe von oralen Antikoagulantien an Patienten, die mit Thyreostatika euthyreot eingestellt sind, ist keine Wechselwirkung zu erwarten.
Bei jeder Veränderung des Schilddrüsenhormon-Status durch Beginn oder Ende einer Therapie mit Thyreostatika, einer Radiojodtherapie oder durch veränderte Dosierung von Thyreostatika müssen die Blutgerinnungsparameter (INR) besonders engmaschig überwacht und die Dosis des Antikoagulans nach Bedarf angepasst werden.
- Herzglykoside – Thyreostatika

Hyperthyreote Patienten weisen eine relative Resistenz gegen die Wirkung von Herzglykosiden auf. Sie benötigen daher höhere Herzglykosid-Dosen, um die gleiche therapeutische Wirkung zu erzielen. Möglicherweise ist bei hyperthyreoten Patienten die Elimination der Herzglykoside beschleunigt. In einer Studie verursachte Thiamazol jedoch keine veränderte Pharmakokinetik von Digoxin.

### Anwendung während Schwangerschaft und Stillzeit
Eine Hyperthyreose wird  im Allgemeinen durch die Schwangerschaft positiv beeinflusst.
Im ersten Trimenon ist die Behandlung einer Schilddrüsenüberfunktion oft unumgänglich. In der Schwangerschaft können unbehandelte Hyperthyreosen zu gravierenden  Komplikationen  wie Frühgeburten und Missbildungen des Neugeborenen  führen.  Ebenso führt die mütterliche Hypothyreose – infolge einer falsch dosierten Pharmakotherapie –  zu erhöhten Abortraten. Der aktive Metabolit von Carbimazol  passiert die Plazentaschranke und erreicht im fetalen Blut gleiche Konzentrationen wie im maternalen Serum, was bei unangemessener Dosierung zu Strumabildung und Hypothyreose beim Feten sowie zu einem erniedrigten Geburtsgewicht führen kann. Es wurde wiederholt über Kinder von mit Thiamazol behandelten Müttern berichtet, die mit einer partiellen Aplasia cutis congenita im Kopfbereich geboren wurden, die nach wenigen Wochen spontan abheilte.
Eine thyreostatische Therapie während der Schwangerschaft muss deshalb in der niedrigsten  noch wirksamen Dosierung  erfolgen.
Thiamazol geht in die Muttermilch über und kann dort eine dem mütterlichen Serumspiegel
entsprechende Konzentration erreichen, so dass die Gefahr einer Schilddrüsenunterfunktion
beim Säugling besteht. In der Stillzeit gilt Propylthiouracil bei strenger Indikationsstellung als das Arzneimittel der Wahl, da die Konzentration in der Muttermilch  aufgrund einer höheren Eiweißbindung im Blut höchstens ein Zehntel der mütterlichen Serum-Konzentration beträgt. Während der Schwangerschaft und Stillzeit sind eine besonders sorgfältige Überwachung von Mutter und Kind  erforderlich. Die TSH-Werte sollten sehr gering oder nicht messbar sein, und die Parameter der freien Schilddrüsenhormone sollten sich im oberen Normalbereich befinden. Eine Kombination von Carbimazol mit Thyroxin während der Schwangerschaft und Stillzeit ist obsolet.

### Unerwünschte Arzneimittelwirkungen
Die meisten Nebenwirkungen sind dosisabhängig und werden deshalb vor allem in den ersten acht Behandlungswochen und speziell bei Überdosierung beobachtet. Leichtere Reaktionen bilden sich oft zurück, auch wenn die thyreostatische Therapie fortgesetzt wird. Bei normaler Dosierung von Carbimazol können folgende unerwünschte Arzneimittelwirkungen vorkommen:
- Häufig: Arzneimittelexanthem, allergische Hautreaktion, Pruritus (Juckreiz), Nesselsucht (Urtikaria), Übelkeit, Kopfschmerzen, Gelenkschmerzen, mückenstichähnliche Quaddeln
- Gelegentlich: Ödeme, Vaskulitis, Speicheldrüsenschwellung
- Selten: Ageusie, Arzneimittelfieber,  gestörter Geschmackssinn, Parageusie, Agranulozytose[6]
- Sehr selten: Alopecia, Angiitis, Hypoglykämie, generalisierte Dermatitis, Dysosmie, Lupus erythematodes, gastrointestinale Störungen, toxische Hepatitis, cholestatischer Ikterus, Insulin-Autoimmunsyndrom (mit starkem Abfall des Blutzuckerwertes), generalisierte Lymphadenopathie, Thrombopenie, Panzytopenie, Muskelschmerzen[7]

## Pharmakologische Eigenschaften

### Wirkungsmechanismus (Pharmakodynamik)
Carbimazol ist ein schwefelhaltiges Thyreostatikum und ist ein Prodrug, welcher bei der Resorption und im Blutkreislauf schnell und praktisch vollständig – unter Abspaltung der labilen Ethoxycarbonyl-Gruppe – zu einer äquimolaren Menge Thiamazol (Methimazol) biotransformiert wird. Auf Gewichtsbasis entsprechen daher 10 mg Carbimazol ungefähr 6–7 mg Thiamazol. Dieser aktive Metabolit wirkt als Iodisationshemmer, welcher die Thyreoperoxidase (Schilddrüsenperoxidase) kompetitiv hemmt und somit einerseits die Oxidation von Iodid zu elementarem Iod (Iodisation) und als Folge davon den Einbau von Iod in die Thyrosylreste des Thyreoglobulins sowie deren Kombination zu T3 beziehungsweise T4 verhindert. Neben diesen, für alle Thioimidazol-Derivate typischen Wirkungen, weist Carbimazol noch eine besondere Eigenschaft auf: es blockiert das Enzym Dehalogenase, das die Rückgewinnung von nicht ausgeschüttetem organischem Iod ermöglicht. Dadurch wird das intrathyreoidale Iod allmählich eliminiert, und es stellt sich eine Iodavidität in der Schilddrüse ein. Daher kann bei Katzen eine Radiojodtherapie jederzeit mit Carbimazol ersetzt werden.

### Aufnahme und Verteilung im Körper (Pharmakokinetik)
Oral verabreichtes Carbimazol wird rasch und zu 90 bis 100 Prozent aus dem Darm resorbiert und danach im Blutkreislauf durch Hydrolyse und enzymatischer Decarboxylierung in seine Wirkform Thiamazol biotransformiert. Nach Einnahme von 60 mg Carbimazol werden innerhalb von 1–2 Stunden maximale Plasmaspiegel von 0,2–1,0 μg/l erreicht. Das Verteilungsvolumen beträgt ungefähr 0,5 l/kg und die Plasmaproteinbindung wird mit 40 Prozent angegeben. Die Plasmahalbwertszeit beträgt – je nach Individuum – 4 bis 12 Stunden. Thiamazol wird nach der Verabreichung rasch in der Schilddrüse angereichert, wo es nur langsam metabolisiert wird. In der Schilddrüse wird Thiamazol durch Schwefeloxidation und in der Leber durch Glucuronidierung inaktiviert. Die Stoffwechselprodukte werden vorwiegend mit dem Urin, aber auch biliär eliminiert. Bei Leberinsuffizienz ist aufgrund eines geringeren Metabolismus die Plasmaclearance vermindert und die Eliminationshalbwertszeit verlängert.

### Anwendung in der Veterinärmedizin
Carbimazol und sein aktiver Metabolit Thiamazol (Handelsnamen u. a. Felimazole® ad us. vet.) werden zur Langzeit-Therapie bei feliner Hyperthyreose und zur präoperativen Stabilisierung bei feliner Hyperthyreose vor einer Thyreoidektomie eingesetzt. Der ATC-Vet ist QH03BB02.

## Recht
„Nach § 1 in Verbindung mit Anlage 1 der Verordnung über Stoffe mit pharmakologischer Wirkung ist die Anwendung von „Stoffen mit thyreostatischer Wirkung wie Thiouracile, Thioimidazole, Thiohydantoine für Einhufer, Rinder, Schweine, Schafe, Ziegen, Kaninchen, Geflügel, Haar- und Federwild für alle Anwendungsgebiete“ ausgeschlossen. Daher gibt es auch keine zulässigen Höchstmengen; der Nachweis von Rückständen führt unabhängig von der Höhe des Befundes zur Strafverfolgung. Die mißbräuchliche Anwendung von Thyreostatika als Masthilfsmittel wird im Rahmen des Nationalen Rückstandskontrollplans überwacht.“

## Handelsnamen
Monopräparate
Carbistad (A), Néo-Mercazole (CH), sowie Generika (D)
Tiermedizin
Vidalta